# Daniel Jones (lingvist)
Daniel Jones, född 12 september 1881 i London, död där 4 december 1967, var en brittisk lingvist.
Daniel Jones blev professor i fonetik vid University College i London 1921. Han var en framstående fonetiker, som bland annat utgav en engelsk uttalsordbok, An English pronouncing dictionary (1917, (8e upplagan 1947), och fonetiska undersökningar och texter, avseende vitt skilda språk. Bland dessa märks The pronunciation of English (1909 och senare).